# 1983 w informatyce
Kalendarium informatyczne 1983 roku
- 19 stycznia – na rynek trafił komputer Lisa przedsiębiorstwa Apple. Był on wyposażony w graficzny interfejs użytkownika i mysz komputerową[1][2].
- 8 marca – IBM rozpoczęło produkcję komputera IBM PC/XT[3].
- marzec – ukazał się MS-DOS 2.0[4].
- marzec – na rynku pojawił się komputer przenośny Compaq Portable[5].
- 29 marca – firma Tandy Corporation wypuściła na rynek laptop TRS-80 Model 100[6].
- październik – Paul Mockapetris opublikował specyfikację Domain Name System w dokumentach RFC 882 ↓ i RFC 883 ↓.
- listopad – ukazał się MS-DOS 2.1[4].
- Na rynku pojawił się System V, pierwsza wersja komercyjna Uniksa, wyprodukowana przez AT&T[2].
- Richard Stallman z Free Software Foundation rozpoczął pracę nad stworzeniem wolnego systemu uniksowego, pozbawionego kodu pochodzącego z AT&T[2].
- W Polsce zakończono prace nad Międzyuczelnianą Sieć Komputerową[7][8].